# Новгородські князі
Правителі Новгородського князівства, від його заснування в IX столітті до захоплення Москвою в 1480 році, яке з XII століття перетворилося на Новгородську республіку.

## Князі в Новгороді
З середини Х ст. Новгород був зв'язаний з Київським князівством і залишався переважно під управлінням старших синів Великого князя. Зокрема новгородці дорожили Мономаховичами і ображалися, якщо князь переходив від них до іншого князівства.
- 945—964 Святослав Ігорович
- 969—977 Володимир Святославич
- 977—979 Ярополк Святославич
- 979—988 Володимир Святославич (повторно)
- 988—1010 Вишеслав Володимирович
- 1010—1034 Ярослав Мудрий
- 1034—1052 Володимир Ярославич
- 1052—1054 Ізяслав Ярославич
- 1055—1067 Мстислав Ізяславич
- 1067 Гліб Святославич
- 1069—1073 Гліб Святославич (повторно)
- 1077—1078 Гліб Святославич (в третій раз)
- 1078—1088 Святополк Ізяславич
- 1088—1094 Мстислав Володимирович Великий
- 1094—1095 Давид Святославич
- 1095—1117 Мстислав Володимирович Великий (повторно)
- 1117—1132 Всеволод Мстиславич
- 1132 Святополк Мстиславич
- 1132—1136 Всеволод Мстиславич (повторно)

## Князі в Новгородській Республіці
1136 року у Новгороді відбулося боярське повстання проти князя Всеволода Мстиславича, яке призвело до його вигнання та утворення Новгородської феодальної республіки. Після повстання боярство намагалося запрошувати на престол зручних для нього князів. Однак і після 1136 Новгородська земля продовжувала перебувати в політичній залежності від Києва, а з 1170-х рр. за Новгород як і за інші «спільні» руські столи — Київ, Псков, Галич (у 1205—1238 рр.) велася боротьба між різними гілками Рюриковичів.
- 1136—1138 Святослав Ольгович
- 1138—1138 Святополк Мстиславич
- 1138—1140 Ростислав Юрійович
- 1140—1141 Святослав Ольгович (повторно)
- 1141—1141 Святослав Всеволодович
- 1141—1142 Ростислав Юрійович (повторно)
- 1142—1148 Святополк Мстиславич (повторно)
- 1148—1154 Ярослав Ізяславич
- 1154—1154 Ростислав Мстиславич
- 1154—1155 Давид Ростиславич
- 1155—1158 Мстислав Юрійович
- 1158—1160 Святослав Ростиславич
- 1160—1161 Мстислав Ростиславич
- 1161—1168 Святослав Ростиславич (повторно)
- 1168—1170 Роман Мстиславич
- 1170—1171 Рюрик Ростиславич
- 1171—1175 Юрій Андрійович
- 1175—1175 Святослав Мстиславич
- 1175—1176 Мстислав Ростиславич (повторно)
- 1176—1177 Ярослав Мстиславич Красний
- 1177—1178 Мстислав Ростиславич (втретє)
- 1178—1178 Ярополк Ростиславич
- 1178—1179 Роман Ростиславич
- 1179—1180 Мстислав Ростиславич Хоробрий
- 1180—1181 Володимир Святославич
- 1182—1184 Ярослав Володимирович
- 1184—1187 Мстислав Давидович
- 1187—1196 Ярослав Володимирович (повторно)
- 1197—1197 Ярополк Ярославич
- 1197—1199 Ярослав Володимирович (втретє)
- 1200—1205 Святослав Всеволодович
- 1205—1207 Костянтин Всеволодович
- 1207—1210 Святослав Всеволодович (повторно)
- 1210—1215 Мстислав Мстиславич Удатний
- 1215—1216 Ярослав Всеволодович
- 1216—1217 Мстислав Мстиславич Удатний (повторно)
- 1217—1218 Святослав Мстиславич
- 1218—1221 Всеволод Мстиславич
- 1221—1221 Всеволод Юрійович
- 1221—1223 Ярослав Всеволодович (повторно)
- 1223—1224 Всеволод Юрійович (повторно)
- 1224—1226 Михайло Всеволодович
- 1226—1228 Ярослав Всеволодович (втретє)
- 1228—1229 Федір Ярославич
- 1229—1229 Михайло Всеволодович (повторно)
- 1229—1230 Ростислав Михайлович
- 1230—1236 Ярослав Всеволодович (учетверте)
- 1236—1240 Ярослав Всеволодович
- 1241—1252 Олександр Ярославич Невський
- 1252—1255 Василь Олександрович
- 1255—1255 Ярослав Ярославич
- 1255—1257 Василь Олександрович (повторно)
- 1257—1259 Михайло Федорович
- 1259—1263 Дмитро Олександрович
- 1264—1272 Ярослав Ярославич (повторно)
- 1272—1273 Дмитро Олександрович (повторно)
- 1273—1276 Василь Ярославич
- 1276—1281 Дмитро Олександрович (втретє)
- 1281—1285 Андрій Олександрович
- 1285—1292 Дмитро Олександрович (учетверте)
- 1292—1304 Андрій Олександрович (повторно)
- 1308—1314 Михайло Ярославич
- 1314—1315 Афанасій Данилович
- 1315—1316 Михайло Ярославич (повторно)
- 1318—1322 Афанасій Данилович (повторно)
- 1322—1325 Юрій Данилович
- 1325—1327 Олександр Михайлович
- 1328—1337 Іван I Калита
- 1333/1337—1346 Наримунт-Гліб Гедимінович
- 1346—1353 Симеон Іванович Гордий
- 1355—1359 Іван II Красний
- 1359—1363 Дмитро Костянтинович
- 1363—1389 Дмитро Донський
- 1389—1392 Лугвеній Ольгердович
- 1390-і Патрикій Наримунтович
- 1407—1412 Лугвеній Ольгердович
- 1419—1421 Костянтин Дмитрович
- 1432—бл. 1440 Юрій Лугвенійович (з перервами)
- 1444—1445 Іван Володимирович Більський
- 1447—1455 Олександр Васильович Чорторийський
- 1455—1470 Василь Васильович Шуйський-Гребінка
- 1470—1471 Михайло Олелькович
- 1471—1478 Василь Васильович Шуйський-Гребінка

У 1478 році Новгородська республіка була завойована князем московським Іваном III та приєднана до Московської держави.